# High Dynamic Range (formats)
Pour les articles homonymes, voir HDR.
Ne doit pas être confondu avec Imagerie à grande gamme dynamique ou High dynamic range rendering.
Le terme HDR, abréviation de l'anglais High Dynamic Range signifiant plage dynamique élevée est un ensemble de formats, de traitements numériques et de classification censés produire une amélioration perceptive d'affichage vidéo ou d’image numérique. Le traitement HDR est initialement développé dans le domaine de la vidéo puis a été ultérieurement étendu aux images fixes. 
Pour la perception humaine de l'image à l'écran, le résultat perçu du HDR paraît le plus souvent supérieur et plus agréable au spectateur. Le HDR intervient sur la gamme dynamique, la luminance et le contraste de l'image numérique et permet d’en optimiser le rendu et plus particulièrement dans ses composantes plus sombres ou obscures. À noter que ces traitement n'augmentent pas la résolution de l'image, notamment le nombre de pixels constituant l'image vidéo numérique. Certains dispositifs logiciels permettent de générer artificiellement une amélioration constante, variable ou adaptative de la luminance et du contraste, perçus comme supérieurs par rapport au traitement standard de l'image numérique ou SDR. 
La compatibilité HDR d’un appareil ou d'un circuit vidéo offre uniquement la capacité de lire ou d’enregistrer une vidéo compatible et encodée préalablement avec au moins un des différents modes HDR. Toutefois, cette indication HDR ne garantit pas que l’appareil est capable d’interpréter et de restituer toute la performance de ces traitements et niveaux différents de type HDR. Pour guider l'utilisateur, des labels ou certifications peuvent être indiquées afin de choisir les capacités d’affichage HDR adaptés à l'écran, au téléviseur ou au vidéoprojecteur.

## Principes techniques
(mars 2025).
Sa qualité peut être largement améliorée en utilisant un vocabulaire plus directement compréhensible.
Avec le SDRD, la luminance du signal vidéo est traitée jusqu'à la limite de 100 nits,,. Selon le type de traitement utilisé, le signal HDR permet de représenter des pics de luminance jusqu’à une valeur de 1 000 nits (via le format HLG (en)) ou jusqu’à 10 000 nits (via les formats Dolby Vision, HDR10, HDR10+). Le HDR a été initialement déployé dans le domaine de la vidéo et s’est par la suite étendu aux images. AVIF est un format d’image basé sur le codec AV1 et compatible HDR.
Le HDR permet d’augmenter la gamme dynamique pouvant être enregistrée dans une image ou une vidéo numérique et permet d’obtenir des hautes-lumières plus intenses, perçues comme plus détaillées et plus saturées en couleur. Les technologies liées au HDR permettent également d’améliorer le rendu des zones sombres,.
Bien que cela ne soit pas techniquement obligatoire, les vidéos au format HDR couvrent habituellement la Rec. 2020 qui est un gamut de couleur étendu,. Cela permet d’augmenter le niveau de saturation à laquelle une couleur peut être représentée. La combinaison du HDR et de la Rec. 2020 permet d’augmenter mutuellement leurs effets et aboutit à un grand volume de couleur,.

## Avantages
Certains formats déterminent la quantité totale de pixels natifs ou réels d’une image numérique fixe ou vidéo. Les normes ou formats Haute Définition, 1080p, Ultra HD, 4K, 8K, , etc. permettent de fixer la définition.
La cadence des lecteurs ou dispositifs d'affichage définie par le nombre d’images par seconde allant généralement de 24i/s, 25i/s, 30i/s, 50i/s, 60i/s, 75i/s, 100i/s, 120i/s, , etc., permet de réduire certains désagréments ou saccades tout en rendant plus fluides et naturels, les mouvements de la caméra. D’autres technologies permettent d’augmenter la qualité perçue des composantes de l'image numérique notamment en augmentant la largeur de bande optique des signaux, comme le traitement d’image à gamut de couleur plus étendu (DCI-P3, Adobe RGB, Rec. 2020) ou pour le traitement HDR.
Les traitements de luminance des écrans standards à SDR ont été développées pour s'adapter aux écrans à tube cathodique dont luminance maximale était industriellement limitée à 100 cd/m²,. 
Toutefois, au format standard, les images et vidéos SDR ont comme défaut de ne pouvoir produire qu’un faible niveau de détail dans les zones sombres de l’image ainsi qu'une faible saturation des couleurs à mesure qu’elles se rapprochent d'une luminance de 100 cd/m², ce qui atténue les hautes-lumières. Des études démontrent qu’augmenter la luminance et le détail des hautes lumières ainsi que le détail dans les zones sombres, permet d’améliorer la perception visuelle subjective du spectateur.
La luminance des écrans plats numériques pruit depuis les années 2000 bénéficie de constantes améliorations et ont pu dépasser cette limite, ce qui a permis aux traitements de type HDR d'être implémentés. La performance dynamique des caméras et appareils photographiques dépasse désormais très largement celle des dispositifs SDR, notamment grâce à la technologie de capture dynamique. La technologie HDR exploitée pour la photographie ne doit pas être confondue avec celle des formats d’image numérique HDR. La première permet d’augmenter la dynamique de la prise de vue, la seconde permet d’optimiser la dynamique de l'image enregistrée ou dans une vidéo numérique, en dépassant les limites du SDR. Les images générées par ordinateur comme les effets spéciaux numériques ou les images des jeux vidéo ont généralement un rendu natif bénéficiant d'une grande dynamique, ce qui facilite la production directe de contenus HDR. Les téléviseurs à écran plat sont également capables de couvrir un espace de couleur plus grand qu’auparavant. La combinaison du HDR et d’un gamut de couleur étendu tel que celui de la norme Rec. 2020 permet d'optimiser le volume de couleur.

## Technologies
Le traitement HDR exploite un ensemble de technologies et varie selon le type utilisé.

### Fonction de transfert
Les images et vidéos SDR utilisent une courbe gamma comme fonction de transfert (standardisée par la recommandation BT.1886 ; limitée à 100 nits). Elle correspond au comportement des écrans cathodiques face à un signal vidéo.
Perceptual Quantizer (PQ) est une fonction de transfert développée par Dolby spécifiquement pour le HDR et publiée en norme en tant que SMPTE ST 2084. PQ est capable de représenter la luminance jusqu’à 10 000 nits.
Hybrid Log-Gamma (en) (HLG) est une fonction de transfert développée par la BBC et NHK pour le HDR et présente la particularité d’offrir un certain niveau de rétrocompatibité avec la courbe de transfert des écrans SDR.

### Métadonnées
Certains formats HDR utilisent des métadonnées aidant à adapter le contenu HDR aux capacités d’affichage de chaque écran.
Les métadonnées statiques donnent des informations concernant l’ensemble de la vidéo.
Les métadonnées dynamiques donnent des informations concernant une seule scène ou une seule image au sein de la vidéo.

### Gamut de couleur
Rec. 709 est le gamut des images et vidéos haute définition.
DCI-P3 est un gamut étendu.
Rec. 2020 est un gamut encore plus étendu et utilisé au sein des vidéos HDR.
Actuellement, la plupart des vidéos HDR sont masterisées dans les limites du DCI-P3 mais sont contenues dans le format Rec. 2020.

### Profondeur de couleur
Les vidéos et images SDR à destination du grand public sont généralement diffusées avec une profondeur de couleur de 8 bits.
Étant donné la grande plage dynamique du HDR, une profondeur de couleur de 10 bits voire 12 bits est utilisée afin de ne pas introduire de la postérisation.

### Espace de couleur
ICTCP, ICtCp, or ITP est un espace de couleur développé par Dolby spécifiquement pour le HDR. Il est équivalent au IPT.

## Normes et spécifications
En juillet 2016, l’ITU a publié la recommandation BT.2100 définissant les normes de la télévision à haute gamme dynamique. La Rec. 2100 (en) recommande l’arrêt de l’utilisation des fonctions de transfert conventionnelles à courbe gamma et le remplacement de celles-ci par la fonction de transfert du Perceptual Quantizer (PQ) ou du Hybrid Log-Gamma (en) (HLG). La Rec. 2100 se construit au-dessus des recommandations Rec. 709 (HD-TV) et Rec. 2020 (UHD-TV). La Rec. 2100 autorise le HDR sur la haute définition et sur l’ultra-haute définition, requiert une profondeur de couleur d’au moins 10 bits et établit un écran de référence avec un pic de luminance supérieur à 1000 cd/m² et un niveau de noir inférieur à 0,005 cd/m² .

## Normes et formats compatibles
| Nom             | Concepteur(s)                    | Droits d'utilisation                            | Année | Profondeur de couleur (bits) | Métadonnées      | S’adapte à la luminosité de la pièce | Compatibilité HDMI      | Notes                                |
| Vidéo           | Vidéo                            | Vidéo                                           | Vidéo | Vidéo                        | Vidéo            | Vidéo                                | Vidéo                   | Vidéo                                |
| --------------- | -------------------------------- | ----------------------------------------------- | ----- | ---------------------------- | ---------------- | ------------------------------------ | ----------------------- | ------------------------------------ |
| Dolby Vision    | Dolby                            | Propriétaire                                    | 2015  | 10 ou 12                     | Dynamiques       | Non                                  | À partir de l’HDMI 2.0a |                                      |
| Dolby Vision IQ | Dolby                            | Propriétaire                                    | 2020  | 10 ou 12                     | Dynamiques       | Oui                                  | À partir de l’HDMI 2.0a |                                      |
| HDR10           | Consumer Electronics Association | Libre                                           | 2015  | 10                           | Statiques        | Non                                  | À partir de l’HDMI 2.0a |                                      |
| HDR10+          | Samsung                          | Gratuit ou licence annuelle (selon utilisation) | 2018  | 10                           | Dynamiques       | Non                                  | À partir de l’HDMI 2.0a |                                      |
| HDR10+ Adaptive | Samsung                          | Gratuit ou licence annuelle (selon utilisation) | 2021  | 10                           | Dynamiques       | Oui                                  | À partir de l’HDMI 2.0a |                                      |
| HLG (en)        | BBC, NHK                         | Libre                                           | 2016  | 10                           | Sans métadonnées | Non                                  | À partir de l’HDMI 2.0b | Destiné à la diffusion en télévision |
| Photo           |                                  |                                                 |       |                              |                  |                                      |                         |                                      |
| AVIF            | Alliance for Open Media (AOM)    | Libre                                           | 2019  | 8, 10 ou 12                  | non applicable   | Non                                  |                         |                                      |

Il est aussi possible de rencontrer les mentions HDR Pro ou HDR Plus mais ce ne sont pas des certifications officielles.

## Traitements d'amélioration perceptive de l'image numérique

### Dolby Vision

La norme Dolby Vision regroupe la fonction de transfert SMPTE ST 2084 (PQ), 12 bits de profondeur de couleur, l’espace colorimétrique Rec. 2020 et les métadonnées dynamiques. L’écran de référence utilisé pour Dolby Vision doit avoir une luminance maximale d’au moins 4000 cd/m². Pour le futur, des écrans de référence avec une luminance maximale de 10 000 cd/m² sont prévus.

### HDR10

Le 10 est en référence aux 10 bits de profondeur de couleur.
Le format HDR10 Media Profile regroupe la fonction de transfert SMPTE ST 2084 (PQ), un sous-échantillonnage 4:2:0, une profondeur de couleur de 10 bits, l’espace colorimétrique Rec. 2020 et les métadonnées SMPTE ST 2086, MaxFALL, MaxCLL. En HDR10, on ajuste l’image d’une séquence ou d’un film en entier.

### HDR10+

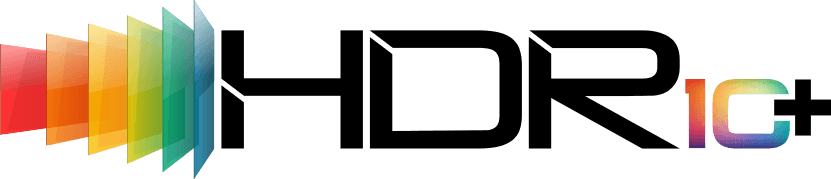

Le HDR10+ reprend le HDR10 en y ajoutant les métadonnées dynamiques.
La caractéristique principale du HDR10+, concerne le traitement dynamique en temps réel de l'image. Les Métadonnées se succèdent image par image ou séquence par séquence. Par exemple, si l’on visualise un film passant d'une scène de lever de soleil à une scène de nuit, cette transition peut bénéficier d’un réglage distinct de l’espace couleur et de la composante lumière. Si ces métadonnées sont définies pour la scène, l'écran LCD-LED compatible HDR peut parfaitement adapter ces contenus séquence par séquence.

### HLG
Hybrid Log-Gamma (en)
Cette technologie développée par des diffuseurs britanniques (BBC) et japonais (NHK) permet de produire et diffuser un signal HDR compatible avec les téléviseurs qui ne gèrent pas cette technologie. Il est donc particulièrement adapté à la Télédiffusion.

### AVIF
AV1 Image File Format.
AVIF est un format d’images fixes numériques compatible HDR et basé sur le codec vidéo AV1.

## Certifications et labels
Un écran "qualifié HDR" peut être capable de lire une vidéo HDR sans pour autant être capable de l’afficher à la qualité supérieure du format vidéo standard ou SDR. Dans ce cas, la compatibilité HDR d’un appareil garantit uniquement la capacité de lire ou d’enregistrer une vidéo dans au moins un des formats HDR mais ne garantit pas que l'appareil soit capable d’exploiter tout le potentiel d’une vidéo codée HDR.
D'autres certifications facultatives existent afin de pouvoir garantir les capacités d’affichage des écrans HDR.

### Ultra HD Premium
Le logo Ultra HD Premium certifie une compatibilité HDR comprenant les pics de luminance supérieurs à 1000 cd/m² et un niveau de noir inférieur à 0,05 cd/m², soit des pics de luminance supérieur à 540 cd/m² et un niveau de noir inférieur à 0,0005 cd/m².

### Mobile HDR Premium
La certification "Mobile HDR Premium" concerne les smartphones, les tablettes et les ordinateurs portables.

### DisplayHDR
DisplayHDR est une certification HDR développée par VESA.

## HDR et Ultra-HD
L’Ultra HD Forum  a lié le déploiement de l’Ultra-HD avec celui du HDR. Toutefois, le HDR est compatible avec des vidéos affichant une définition d'image inférieure.